# Mercedes-Benz W 164
| Sonstige Messwerte                        | Sonstige Messwerte |
| ----------------------------------------- | ------------------ |
| CO2-Emission:                             | 185–392 g/km       |
| Kraftstoffverbrauch kombiniert (EG-Norm): | 7,7–16,5 l/100 km  |
| Sterne im Euro-NCAP-Crashtest             |                    |

Der Mercedes-Benz W 164 wurde als Mercedes-Benz M-Klasse verkauft und war der Nachfolger des Mercedes-Benz W 163.
Das Sport Utility Vehicle (SUV) wurde Anfang 2005 auf der North American International Auto Show präsentiert und teilt sich die technische Basis mit der R-Klasse (Baureihe 251) und dem Mercedes-Benz GL. Mit dem W 164 führte Mercedes bei der M-Klasse einige Neuheiten ein; so wurde der Leiterrahmen des Vorgängermodells durch eine selbsttragende Karosserie ersetzt, was die passive Sicherheit verbessert. Während das Vorgängermodell serienmäßig über eine Geländereduktion verfügte, wurde beim Nachfolger in der Serienausstattung darauf verzichtet, da die überwiegende Zahl der Fahrzeuge ohnehin fast ausschließlich auf der Straße eingesetzt wird. Im Juli 2011 wurde die Produktion des W 164 eingestellt. Der Nachfolger ist der Mercedes-Benz W 166.

## Ausstattungen

### Offroadpaket
Gegen Aufpreis wurde ein spezielles Offroadpaket angeboten, das folgende Ausstattungen enthielt:
- ein Mittel- und ein Hinterachs-Sperrdifferenzial mit 100-Prozent-Sperre
- eine Getriebereduktion mit der Möglichkeit, in der Low-Range-Einstellung den Rückwärtsgang während der Fahrt einzulegen (Shift-on-the-Move)
- einen Unterfahrschutz
- einen Kompass
- einen manuellen Modus für das Automatikgetriebe
- einen fünfstufigen Einstellbereich für die wahlweise lieferbare Luftfederung. Dabei sind drei Einstellungen frei wählbar.

### AMG-Sportpaket
So wie für fast alle anderen Modelle gab es auch für die M-Klasse ein Sportpaket. Dieses enthielt: AMG-Frontschürze, Trittbretter, AMG-Heckschürze sowie 21-Zoll-AMG-Leichtmetallräder mit fünf Speichen rundum in der Dimension 265/40 R 21 und ovale AMG-Endrohre.

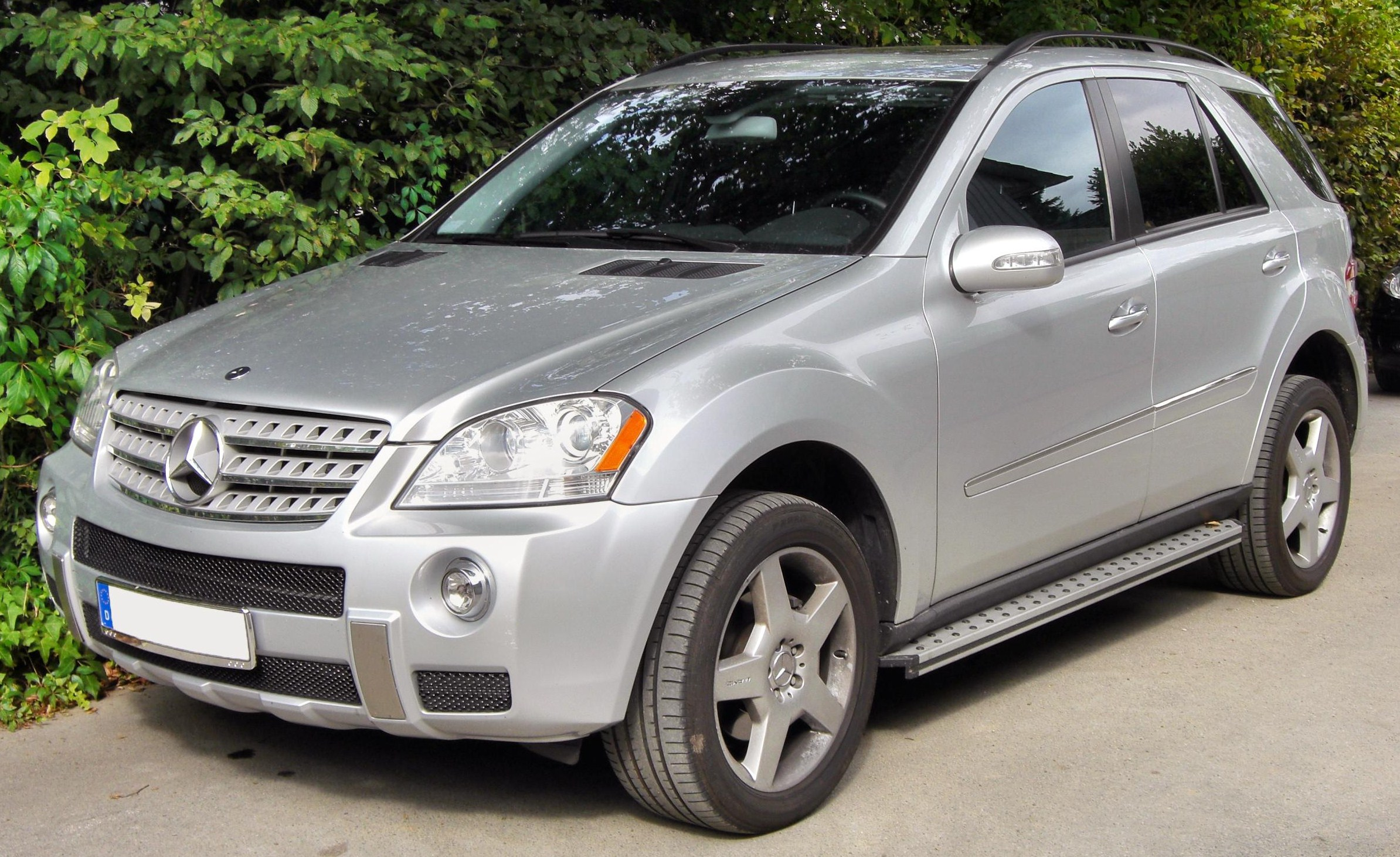
Modell mit AMG-Sportpaket (2005–2008)
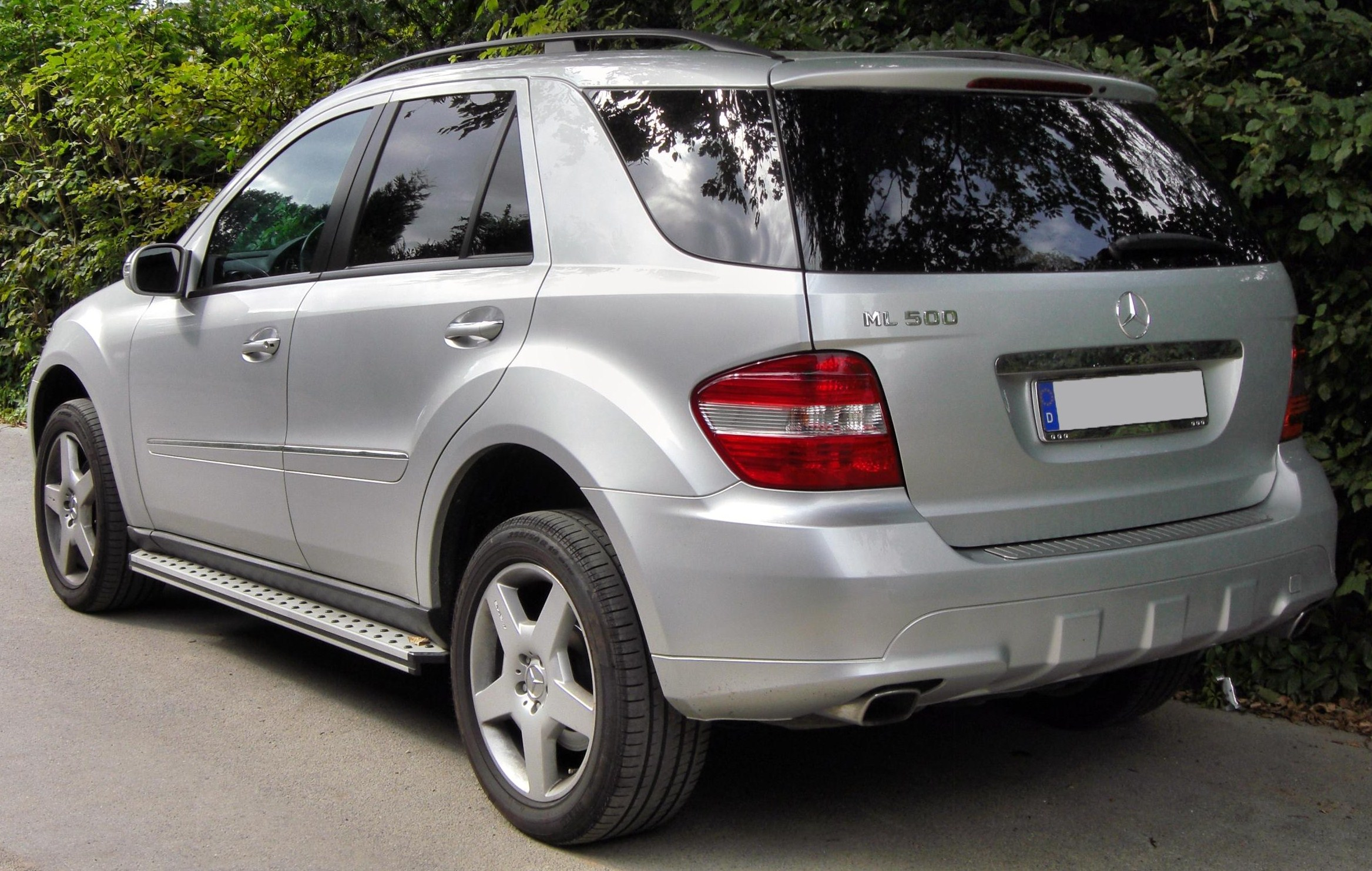
Heckansicht

### Sondermodell Edition 10
Zwischen Ende 2007 und Mitte 2008 gab es ein Sondermodell mit der Bezeichnung Edition 10. Dieser Name deutete das zehnjährige Bestehen der M-Klasse an. Das Jubiläums-SUV bot unter anderem 20-Zoll-Räder, Bi-Xenon-Scheinwerfer und Titanglanz-Applikationen. Der Innenraum wurde mit einer zweifarbigen Lederausstattung, Sportinstrumenten und Pedalen in Edelstahl-Ausführung ausgestattet.

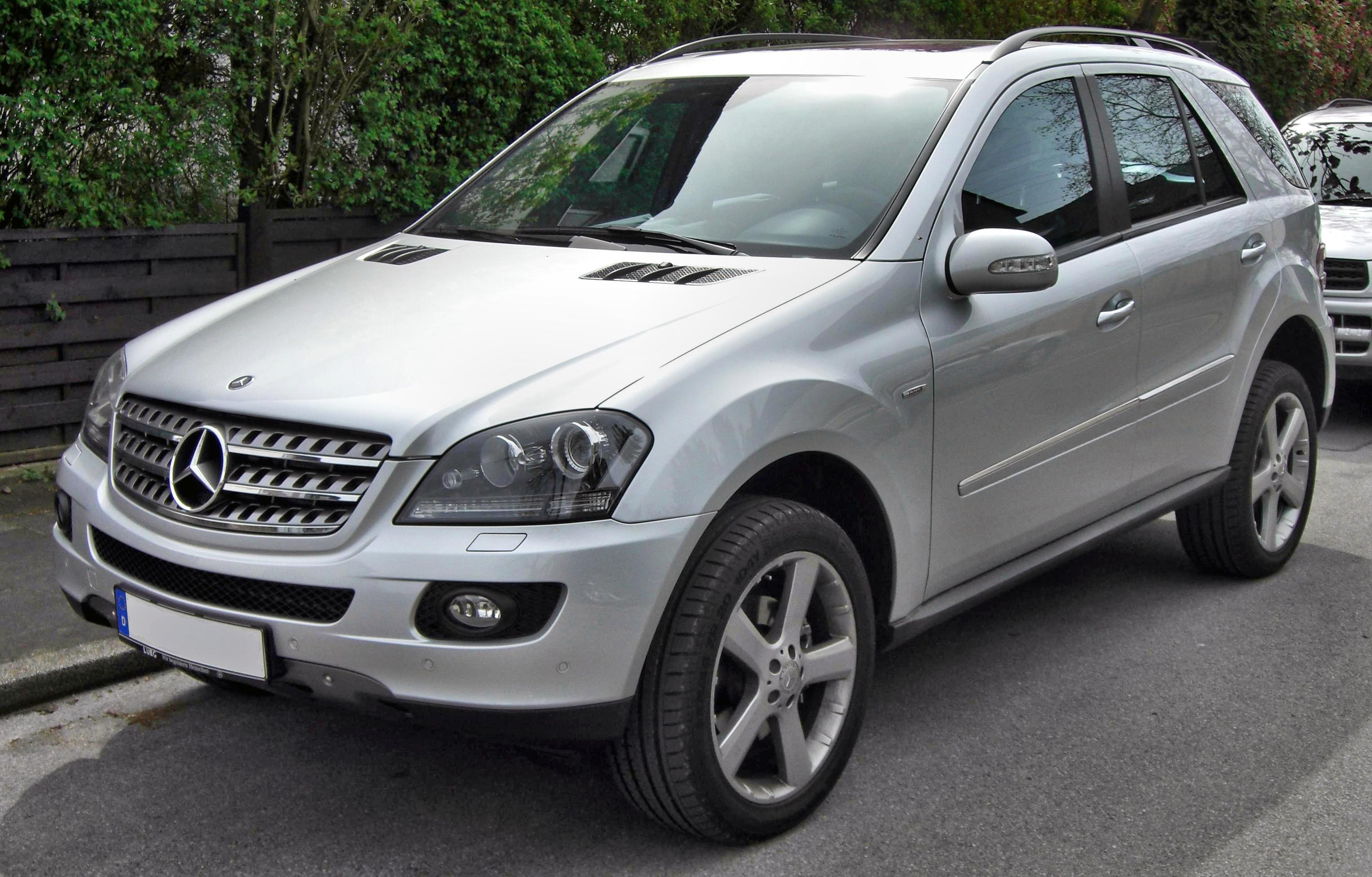
Edition 10 (2007–2008)
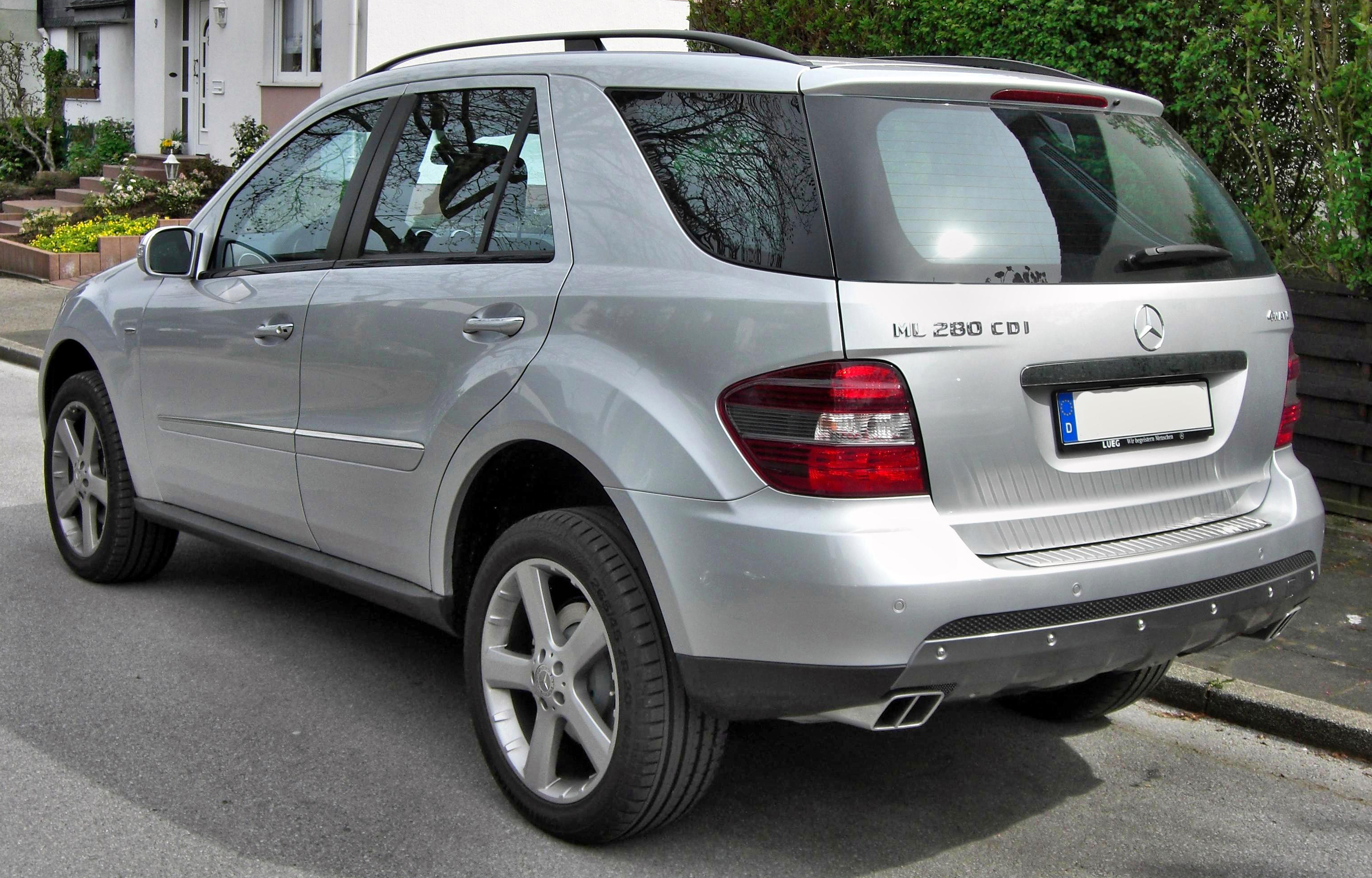
Heckansicht

### Modellpflege
Die Modellpflege wurde Ende April 2008 vorgestellt und ab Herbst 2008 ausgeliefert. Die Modelle des ML 63 AMG wurden ab Januar 2009 ausgeliefert. Ein überarbeiteter Stoßfänger sowie Scheinwerfer mit einer Stufe in der Unterkante bestimmten die überarbeitete Frontansicht des SUVs. Der Kühlergrill war nun größer geworden, tiefer angesetzt und wurde durch drei breite, schwarze Lamellen mit eckigen Luftöffnungen und Chromkante gegliedert. Weit außen liegende Nebelscheinwerfer und ein neu gestalteter Unterfahrschutz ließen ihn breiter wirken. Das Heck erhielt einen neu gestalteten Stoßfänger mit integrierten Reflektoren und Rauchglas-Rückfahrscheinwerfer. Eine Dachreling sowie größere Außenspiegel gehörten zur Serienausstattung.
Im Innenraum gab es ein neues vierspeichiges Leder-Multifunktionslenkrad mit Chromglanzapplikationen und serienmäßigen Schaltpaddles. Die Türbeschläge waren mit einer Ledernachbildung bezogen und die Sitze konnten auf Wunsch mit einer vierstufigen Lordosenstütze ausgerüstet werden. Ferner wurde die M-Klasse serienmäßig mit dem präventiven Insassenschutz PreSafe und NeckPro-Kopfstützen ausgestattet.

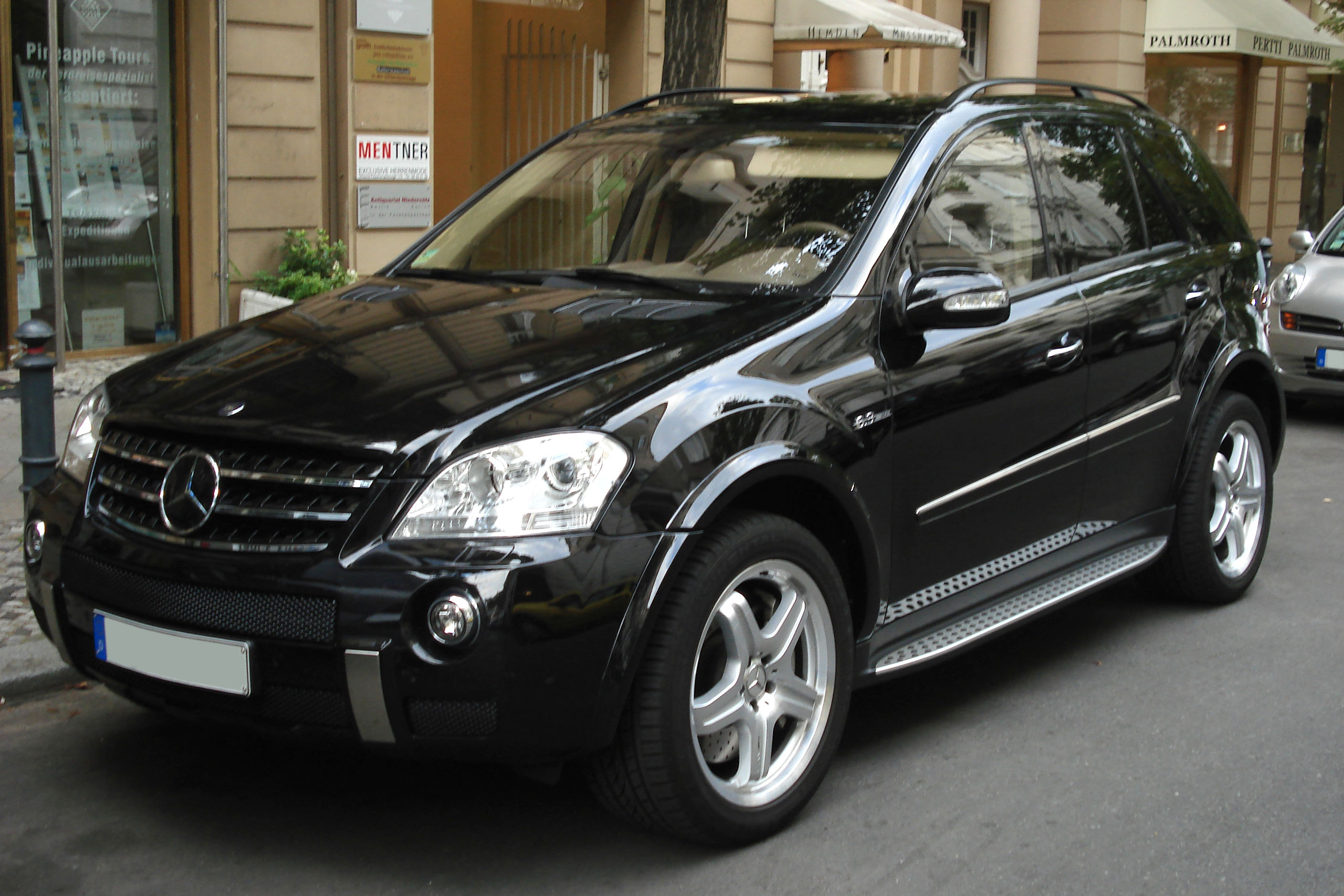
Das Spitzenmodell ML 63 AMG (2005–2008)
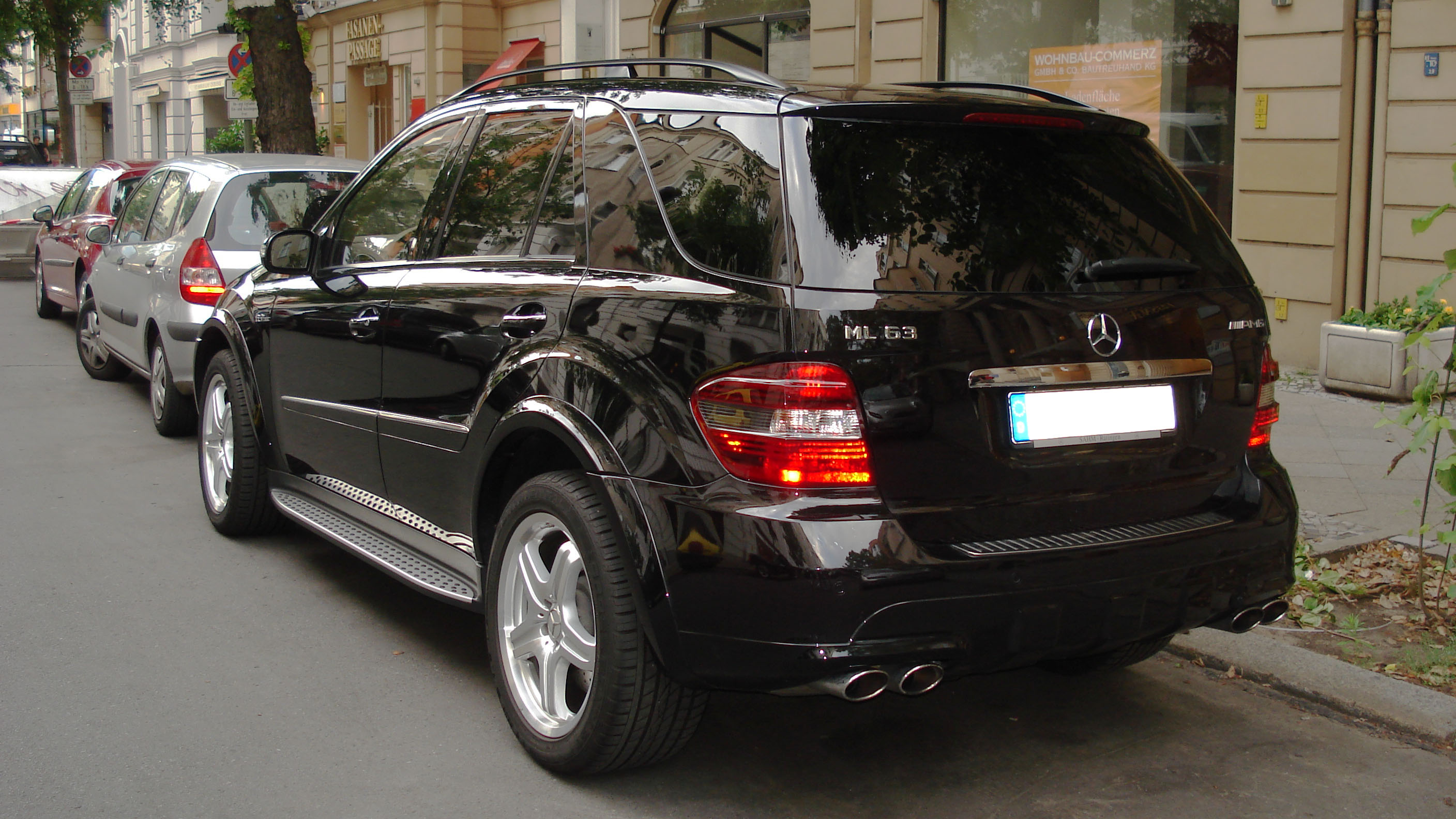
Heckansicht
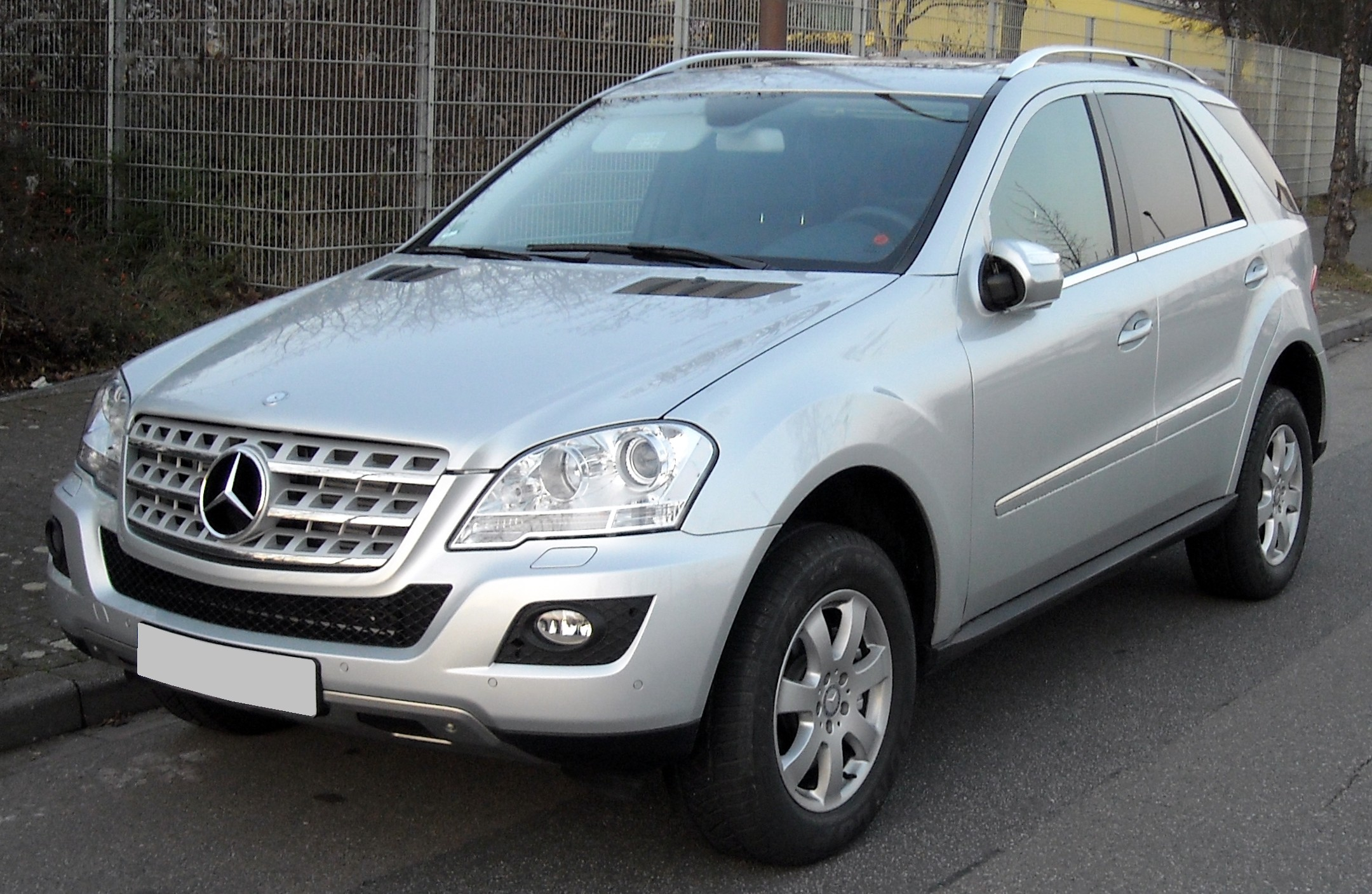
ML 320 CDI (2008–2009)
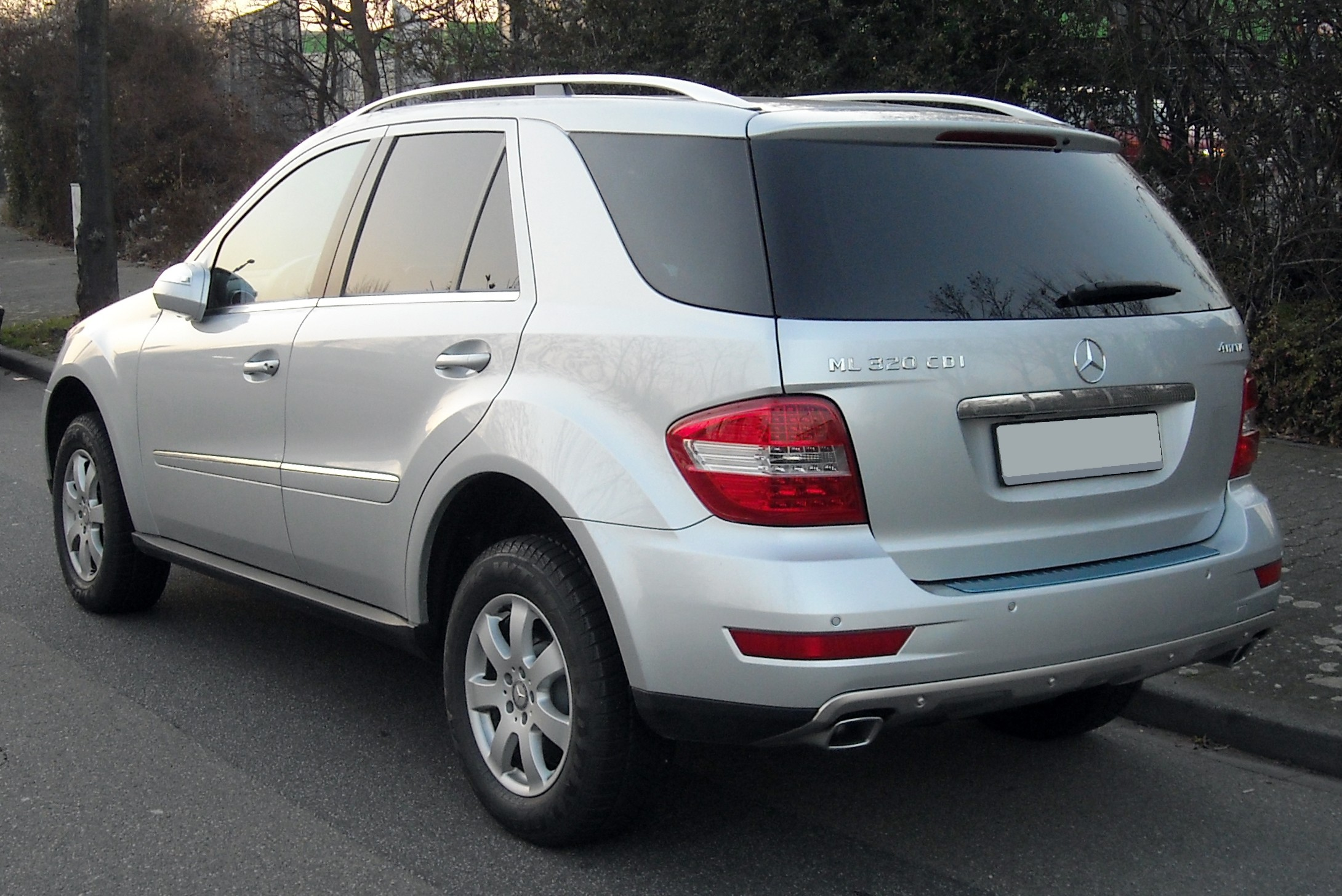
Heckansicht
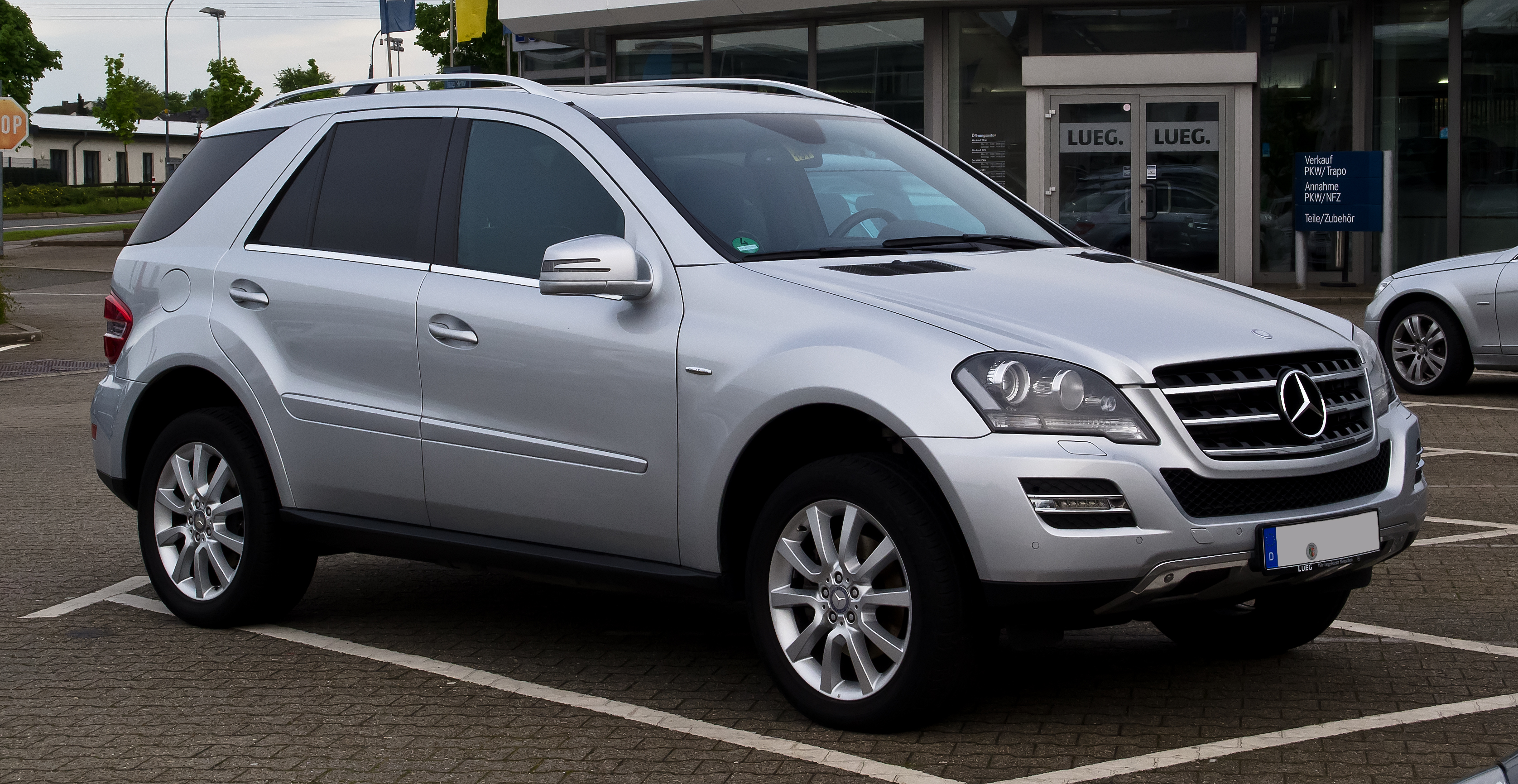
ML 350 CDI Grand Edition (2010–2011)
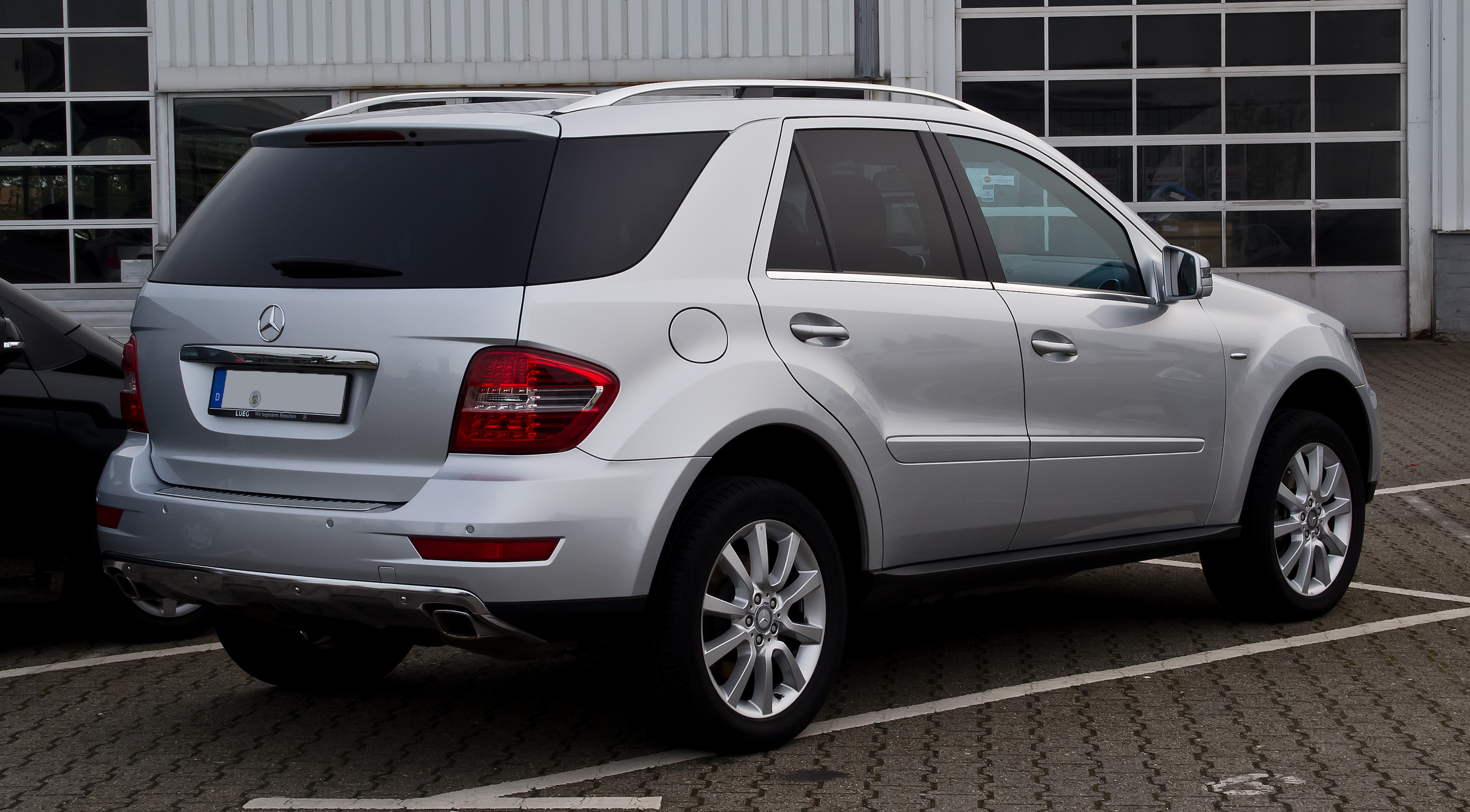
Heckansicht
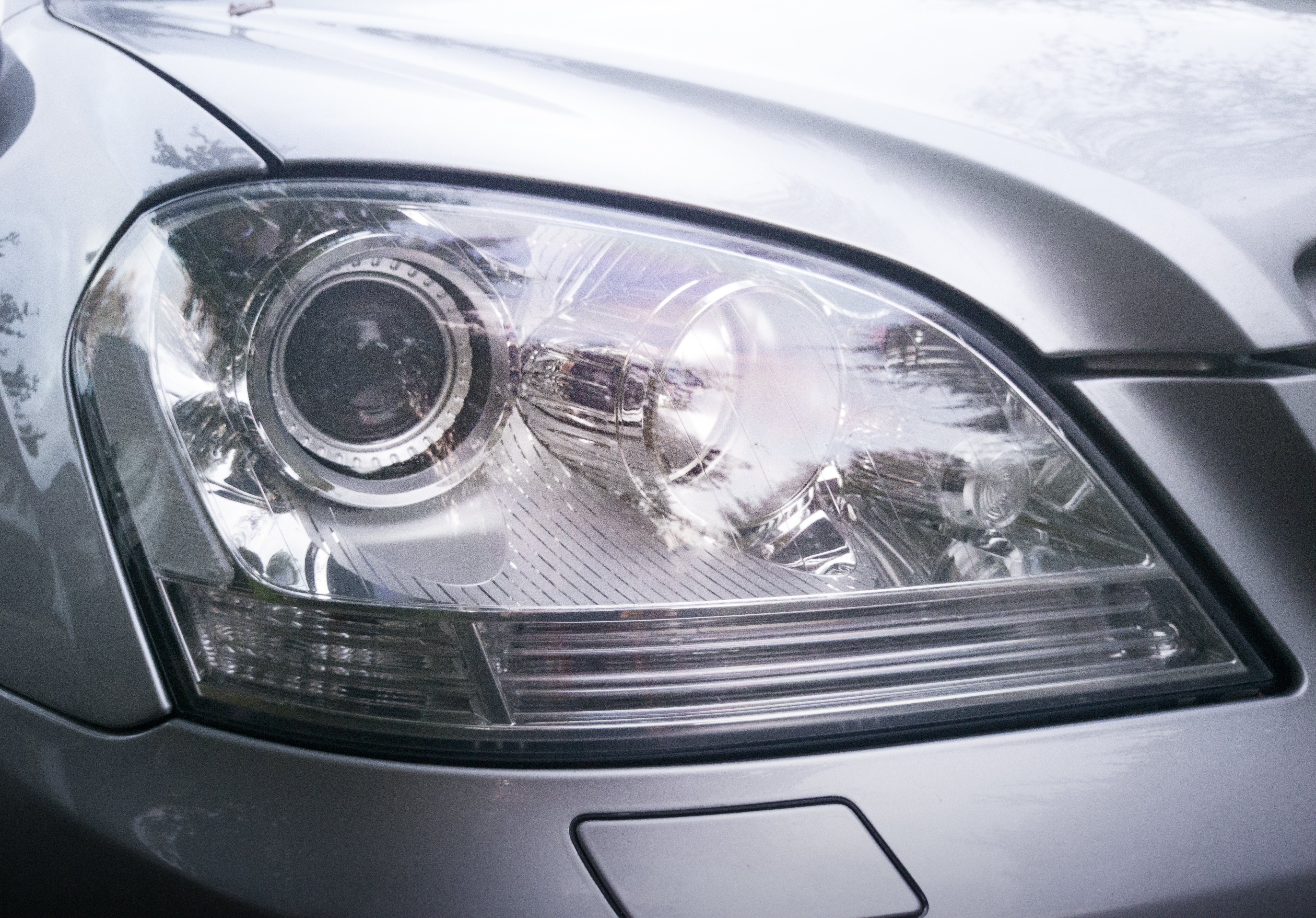
Frontscheinwerfer

#### Sondermodell Grand Edition
Ab Mai 2010 bis zur Produktionseinstellung im Juni 2011 wurde das Sondermodell Grand Edition angeboten. Dieses Modell war erkennbar an dunkel hinterlegten Scheinwerfern, LED-Tagfahrlicht sowie AMG-Kühlergrill. Weiterhin war bei diesem Sondermodell ein Unterbodenschutz aus Aluminium vorne und hinten eingebaut. Außerdem enthielt es abgedunkelte Heckleuchten, wärmedämmendes Blauglas und 19-Zoll-Leichtmetallräder mit Y-förmigen Speichen.

## Modelle und Motorisierungen
In Deutschland war der ML mit V6- und V8-Otto- sowie Dieselmotoren erhältlich.
In den USA wurde außer dem ML 350, ML 550, ML 63 AMG und dem ML 350 BlueTEC ein ML 450 HYBRID angeboten, bei dem der Verbrennungsmotor des ML 350 mit zwei Elektromotoren kombiniert worden ist. Bei Bedarf konnte die Antriebskraft des Motors durch die Elektromotoren unterstützt werden.

### Benziner
|                                                                   | ML 350                               | ML 500                               | ML 500                               | ML 63 AMG                            |                                      |
| ----------------------------------------------------------------- | ------------------------------------ | ------------------------------------ | ------------------------------------ | ------------------------------------ | ------------------------------------ |
| Bauzeit                                                           | 03/2005–07/2011                      | 03/2005–04/2007                      | 04/2007–07/2011                      | 01/2006–07/2010                      |                                      |
| Motorbezeichnung *                                                | M 272 KE 35                          | M 113 E 50                           | M 273 KE 55                          | M 156 E 63                           |                                      |
| Motorbauart                                                       | V-Ottomotor                          | V-Ottomotor                          | V-Ottomotor                          | V-Ottomotor                          |                                      |
| Zylinderanzahl                                                    | 6                                    | 8                                    | 8                                    | 8                                    |                                      |
| Hubraum                                                           | 3498 cm³                             | 4966 cm³                             | 5461 cm³                             | 6208 cm³                             |                                      |
| Leistung                                                          | 200 kW (272 PS) bei 6000/min         | 225 kW (306 PS) bei 5600/min         | 285 kW (388 PS) bei 6000/min         | 375 kW (510 PS) bei 6800/min         |                                      |
| max. Drehmoment                                                   | 350 Nm bei 2400–5000/min             | 460 Nm bei 2700–4750/min             | 530 Nm bei 2800–4800/min             | 630 Nm bei 5200/min                  |                                      |
| Antrieb, serienmäßig                                              | Allradantrieb, permanent             | Allradantrieb, permanent             | Allradantrieb, permanent             | Allradantrieb, permanent             | Allradantrieb, permanent             |
| Getriebe, serienmäßig                                             | 7-Gang-Automatikgetriebe (7G-TRONIC) | 7-Gang-Automatikgetriebe (7G-TRONIC) | 7-Gang-Automatikgetriebe (7G-TRONIC) | 7-Gang-Automatikgetriebe (7G-TRONIC) | 7-Gang-Automatikgetriebe (7G-TRONIC) |
| Beschleunigung, 0–100 km/h in s                                   | 8,4                                  | 6,9                                  | 5,8                                  | 5,0                                  |                                      |
| Höchstgeschwindigkeit, km/h                                       | 225                                  | 240                                  | 250 (abgeregelt)                     | 250 (abgeregelt)                     |                                      |
| Kraftstoffverbrauch (nach EWG-Richtlinie, kombiniert) in l/100 km | 11,4 Super                           | 13,4 Super                           | 13,1 Super                           | 16,5 Super Plus                      |                                      |

### Hybrid
Der ML 450 HYBRID hat einen Verbrennungsmotor und zwei Elektromotoren. Die elektrische Steuerung des Two-Mode-Hybrid-Systems verschiebt bei steigenden Motorlasten und höheren Geschwindigkeiten die Leistungsabgabe variabel vom elektrischen Antriebsstrang hin zum mechanischen. Beide Elektromotoren sind in das Getriebegehäuse integriert und haben unterschiedliche Aufgaben. Der erste E-Motor ist näher am Verbrennungsmotor angeordnet, leistet 62 kW, bietet ein Drehmoment von 235 Nm und ist besonders auf Leistung und geringe Verluste ausgelegt. Der am Getriebeausgang platzierte E-Motor leistet 60 kW, stellt 260 Nm bereit und ist für das rein elektrische Anfahren und Beschleunigen vorgesehen. Im ersten und dritten festen Gang arbeiten beide Elektromotoren synchron und stellen entweder zusätzliche Energie für das Beschleunigen zur Verfügung oder speichern die kinetische Energie beim Verzögern des Fahrzeugs. Im zweiten und vierten festen Gang steht ein Elektromotor für das Beschleunigen, der andere für die Energierückgewinnung bereit. Um die Zusammenarbeit der drei Motoren zu ermöglichen, ist eine Getriebeeinheit mit den zwei Elektromotoren, drei Planetenradsätzen und vier Kupplungen eingebaut, die von einer elektronischen Steuerung kontrolliert wird. Durch die Ansteuerung der vier Kupplungen werden die elektrische und die verbrennungsmotorische Antriebskraft je nach Fahrsituation über vier feste (mechanischen Gänge) Übersetzungen und zwei elektrisch variable Übersetzungen auf alle vier Räder des permanenten Allradantriebs verteilt.

Dazu kommen technische Systeme wie eine Start-Stopp-Automatik zum Spritsparen oder eine Launch-Control für dynamisches Anfahren. Parkvorgänge erledigen die Elektromotoren allein im E-Modus. Der ML 450 Hybrid hat eine Systemleistung von 250 kW (340 PS) und einen um etwa 20 % reduzierten Verbrauch gegenüber dem ML 350; dabei kann er über eine Distanz von 2,5 km auch rein elektrisch fahren.
|                                                                   | ML 450 HYBRID                                              |
| ----------------------------------------------------------------- | ---------------------------------------------------------- |
| Bauzeit                                                           | 2010–2011                                                  |
| Motorbauart                                                       | V-Ottomotor + Elektromotoren                               |
| Zylinderanzahl                                                    | 6                                                          |
| Hubraum                                                           | 3498 cm³                                                   |
| Leistung Verbrennungsmotor                                        | 205 kW (279 PS) bei 6000/min                               |
| max. Drehmoment                                                   | 350 Nm bei 3000–5500/min                                   |
| Leistung Elektromotoren                                           | 62 kW (84 PS) u. 60 kW (82 PS)                             |
| max. Drehmoment                                                   | 235 Nm u. 260 Nm                                           |
| Kombinierte Systemleistung                                        | 250 kW (340 PS)                                            |
| max. Drehmoment                                                   | 517 Nm                                                     |
| Antrieb                                                           | Allradantrieb, permanent                                   |
| Getriebe                                                          | ECVT-Getriebe (elektrisches stufenloses Automatikgetriebe) |
| Beschleunigung, 0–100 km/h in s                                   | 8,2                                                        |
| Höchstgeschwindigkeit, km/h                                       | 210                                                        |
| Kraftstoffverbrauch (nach EWG-Richtlinie, kombiniert) in l/100 km | 7,7 Super                                                  |
| Akkukapazität                                                     | 2,4 kWh                                                    |
| Elektrische Reichweite                                            | Bis zu 2,5 km                                              |

### Diesel
|                                                                   | ML 280 CDI                                 | ML 300 CDI BlueEFFICIENCY                  | ML 300 CDI BlueEFFICIENCY                  | ML 320 CDI                                 | ML 350 CDI                                 | ML 350 CDI                                 | ML 350 BlueTEC                             | ML 420 CDI                                 | ML 450 CDI                                 |
| ----------------------------------------------------------------- | ------------------------------------------ | ------------------------------------------ | ------------------------------------------ | ------------------------------------------ | ------------------------------------------ | ------------------------------------------ | ------------------------------------------ | ------------------------------------------ | ------------------------------------------ |
| Bauzeit                                                           | 03/2005–05/2009                            | 05/2009–01/2010                            | 2010–2011                                  | 2005–2009                                  | 05/2009–01/2010                            | 2010–2011                                  | 2009–2011                                  | 2007–2009                                  | 2009–2010                                  |
| Motorbezeichnung *                                                | OM 642 DE 30 LA red.                       | OM 642 DE 30 LA red.                       | OM 642 DE 30 LA red.                       | OM 642 DE 30 LA                            | OM 642 DE 30 LA                            | OM 642 DE 30 LA                            | OM 642 DE 30 LA                            | OM 629 DE 40 LA                            | OM 629 DE 40 LA                            |
| Motorbauart                                                       | V-Dieselmotor mit Common-Rail-Einspritzung | V-Dieselmotor mit Common-Rail-Einspritzung | V-Dieselmotor mit Common-Rail-Einspritzung | V-Dieselmotor mit Common-Rail-Einspritzung | V-Dieselmotor mit Common-Rail-Einspritzung | V-Dieselmotor mit Common-Rail-Einspritzung | V-Dieselmotor mit Common-Rail-Einspritzung | V-Dieselmotor mit Common-Rail-Einspritzung | V-Dieselmotor mit Common-Rail-Einspritzung |
| Zylinderanzahl                                                    | 6                                          | 6                                          | 6                                          | 6                                          | 6                                          | 6                                          | 6                                          | 8                                          | 8                                          |
| Hubraum                                                           | 2987 cm³                                   | 2987 cm³                                   | 2987 cm³                                   | 2987 cm³                                   | 2987 cm³                                   | 2987 cm³                                   | 2987 cm³                                   | 3996 cm³                                   | 3996 cm³                                   |
| Leistung                                                          | 140 kW (190 PS) bei 4000/min               | 140 kW (190 PS) bei 4000/min               | 150 kW (204 PS) bei 4000/min               | 165 kW (224 PS) bei 3800/min               | 165 kW (224 PS) bei 3800/min               | 170 kW (231 PS) bei 3800/min               | 155 kW (211 PS) bei 3400/min               | 225 kW (306 PS) bei 3600/min               | 225 kW (306 PS) bei 3600/min               |
| max. Drehmoment                                                   | 440 Nm 1400–2800/min                       | 440 Nm 1400–2800/min                       | 500 Nm bei 1400–2400/min                   | 510 Nm bei 1600–2800/min                   | 510 Nm bei 1600–2800/min                   | 540 Nm bei 1600–2400/min                   | 540 Nm bei 1600–2400/min                   | 700 Nm bei 2000–2600/min                   | 700 Nm bei 2000–2600/min                   |
| Antrieb                                                           | Allradantrieb, permanent                   | Allradantrieb, permanent                   | Allradantrieb, permanent                   | Allradantrieb, permanent                   | Allradantrieb, permanent                   | Allradantrieb, permanent                   | Allradantrieb, permanent                   | Allradantrieb, permanent                   | Allradantrieb, permanent                   |
| Getriebe, serienmäßig                                             | 7-Gang-Automatikgetriebe (7G-TRONIC)       | 7-Gang-Automatikgetriebe (7G-TRONIC)       | 7-Gang-Automatikgetriebe (7G-TRONIC)       | 7-Gang-Automatikgetriebe (7G-TRONIC)       | 7-Gang-Automatikgetriebe (7G-TRONIC)       | 7-Gang-Automatikgetriebe (7G-TRONIC)       | 7-Gang-Automatikgetriebe (7G-TRONIC)       | 7-Gang-Automatikgetriebe (7G-TRONIC)       |                                            |
| Beschleunigung, 0–100 km/h in s                                   | 9,8                                        | 9,8                                        | 8,2                                        | 8,6                                        | 8,6                                        | 7,3                                        | 8,7                                        | 6,5                                        | 6,5                                        |
| Höchstgeschwindigkeit, km/h                                       | 205                                        | 205                                        | 210                                        | 215                                        | 215                                        | 220                                        | 210                                        | 235                                        | 235                                        |
| Kraftstoffverbrauch (nach EWG-Richtlinie, kombiniert) in l/100 km | 9,6 Diesel                                 | 8,4 Diesel                                 | 8,4 Diesel                                 | 9,6 Diesel                                 | 8,9 Diesel                                 | 8,9 Diesel                                 | 8,7 Diesel                                 | 11,2 Diesel                                | 10,6 Diesel                                |

* Die Motorbezeichnung ist wie folgt verschlüsselt:
M = Motor (Otto), OM = Ölmotor (Diesel), Baureihe = 3-stellig, DE = Direkteinspritzung, E = Saugrohreinspritzung, KE = Kanaleinspritzung, Hubraum = Deziliter (gerundet), L = Ladeluftkühlung, A = Abgasturbolader, red. = leistungsreduziert